# Dissopachys
Dissopachys is een kevergeslacht uit de familie van de boktorren (Cerambycidae). De wetenschappelijke naam van het geslacht werd voor het eerst geldig gepubliceerd in 1886 door Reitter.

## Soorten
Dissopachys is monotypisch en omvat slechts de volgende soort:
- Dissopachys pulvinata Reitter, 1886